# Giovanni Antonio Lappoli

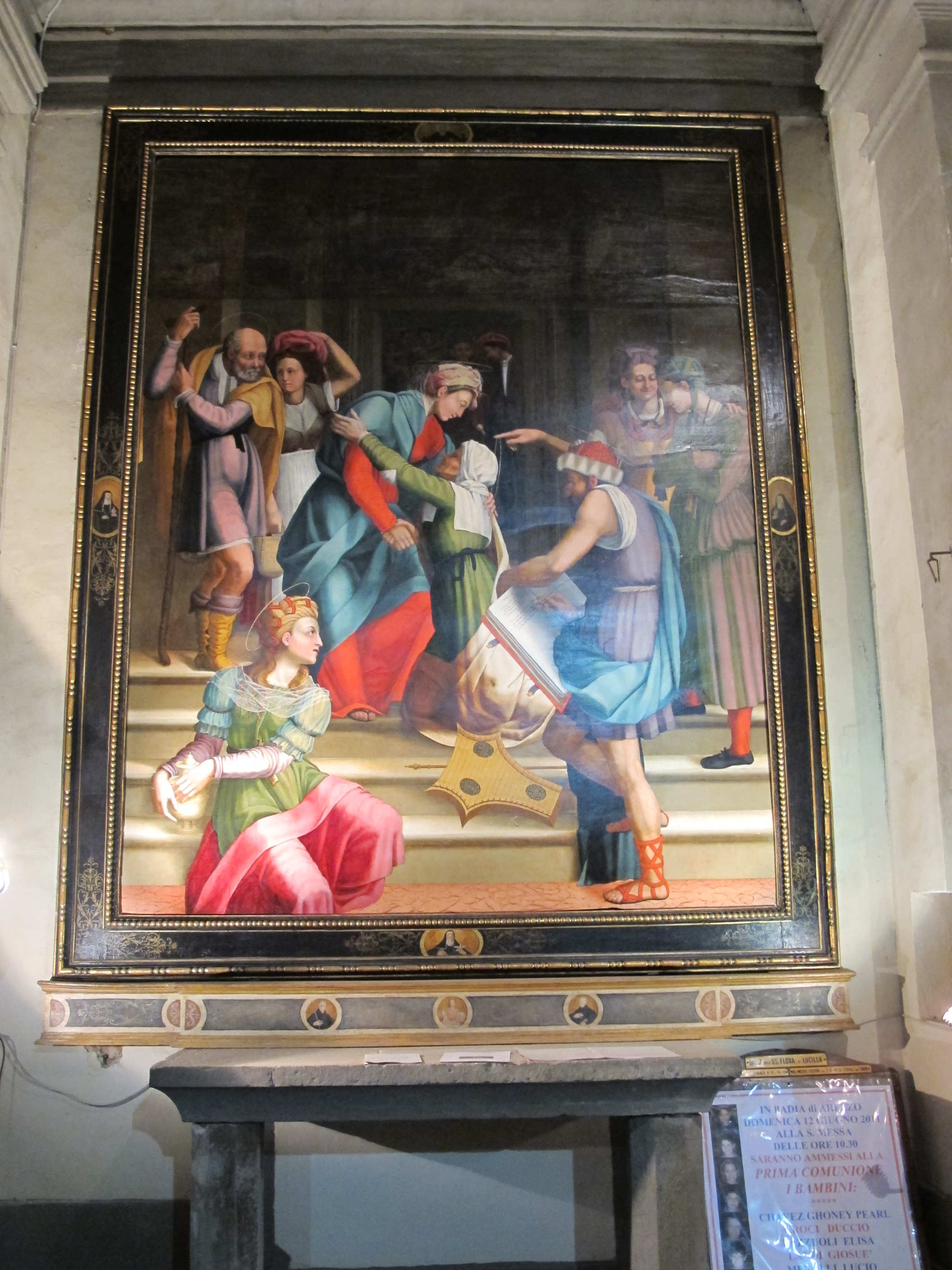
Visitación (derivada da Pontormo) en la abadía de Santas Flora y Lucila, Arezzo.

Giovanni Antonio Lappoli (Arezzo, 1492 a 1552) fue un pintor manierista toscano.
Hijo del pintor Matteo Lappoli, al quedar huérfano tempranamente entró en el taller de Domenico Pecori, que había sido compañero de su padre. Tras este aprendizaje y al morir la madre se trasladó a Florencia donde en 1514 entró a trabajar con Pontormo, convirtiéndose en fiel copista de su pintura, actividad que compaginó con el aprendizaje del laúd. En 1523 trabó amistad con Perin del Vaga, que había llegado a Florencia huyendo de la peste declarada en Roma. Este le convenció para que se dedicase en exclusiva a la pintura y para que le acompañase a Roma, pero al llegar las peste a Florencia Lappoli retornó a Arezzo donde obtuvo algunos encargos. 
Pasada la peste viajó finalmente a Roma, donde ya se encontraban en plena actividad sus amigos Perin del Vaga y Rosso Fiorentino. En Roma gozó de la protección del papa Clemente VII y conoció a Giulio Romano y a Parmigianino, del que se hizo íntimo amigo, pero durante el Saco de Roma de 1527 fue hecho prisionero por los españoles y, tras ser liberado, se refugió en Arezzo con su tío Juan Pollio Lapolli, quien había sido maestro de primeras letras de Giorgio Vasari, también natural de Arezzo. Mantuvo también trato con Vasari, quien años después le iba a dedicar una biografía en Le Vite en la que contaba que Lappoli, ya en la vejez, le había confesado su sentimiento por no haber aprovechado más en su juventud en la pintura, distraído con otras tareas.  
Sus obras en Arezzo, una Visitación en la abadía de Santas Flora y Lucila y una Adoración de los Magos en la iglesia de San Francisco, parten de dibujos proporcionados por Rosso torpemente interpretados por Lappoli. Más tardía, la Alegoría del pecado original de Montepulciano (1545), demuestra ya el conocimiento de Vasari, al que imita aunque mucho más joven. 